# Malmövägen, Stockholm

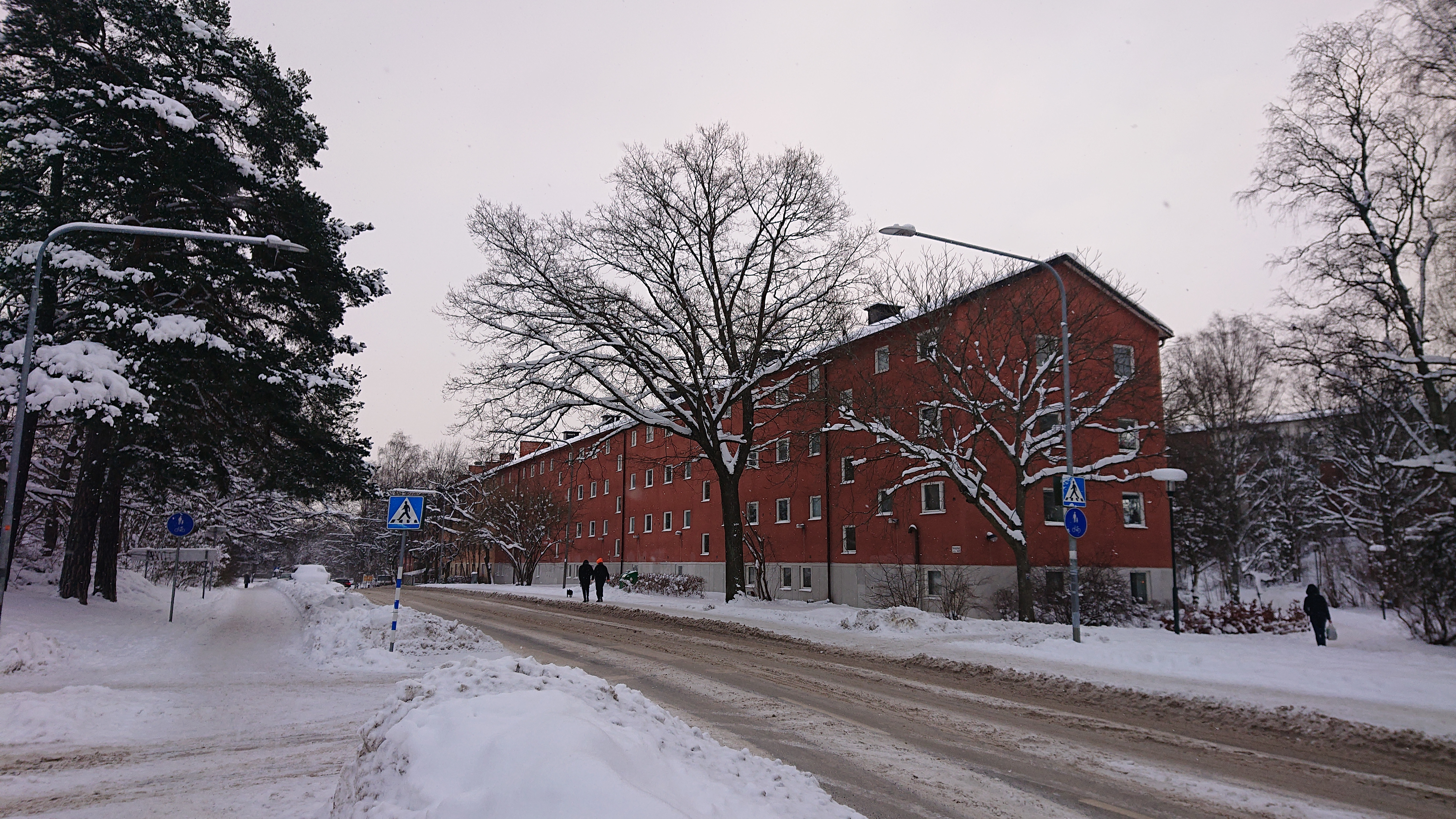
Malmövägen österut.

Malmövägen är en gata i stadsdelen Björkhagen i Stockholm. Gatan sträcker sig från Ulricehamnsvägen i väst genom Björkhagens centrum vidare till Ystadsvägen i syd. Det finns flera kantstensparkeringar längs gatan.
Malmövägen fick sitt namn 1946 efter staden Malmö i Skåne. 